# Nhàn Nguyen
Nhàn Nguyen (né le  17 avril 1949) est un artiste et photographe vietnamien résidant en France.

## Biographie
Nhàn Nguyen est né au Vietnam en 1949. Il arrive en France en 1960 à l’âge de 11 ans. 
Il s’est formé à la photographie en Dordogne, avec son parrain photographe professionnel au Bugue en Dordogne. Ses voyages au Vietnam, au Cambodge en Indonésie et au Népal sont à la source de son inspiration qui se focalise sur les peuples rencontrés,. Artisan de l’image et artiste éclectique, il pratique également l’aquarelle et la vidéo. Il a participé à plusieurs expositions. En 2008, il est le photographe officiel du dalaï-lama, en visite en France. Il réside à Crest, dans la Drôme,.